# فریبرز سمندرپور
فریبرز سمندرپور (زاده ۱۳۲۸ تهران – درگذشته ۱۳۸۸) بازیگر سینما اهل ایران بود.

## سینما
- حریف دل (۱۳۷۵)
- لاک‌پشت (۱۳۷۵)
- شیرین و فرهاد (۱۳۷۴)
- مرد پنجم (۱۳۷۳)
- پاییز بلند (۱۳۷۲)
- جای امن (۱۳۷۲)
- لبه تیغ (۱۳۷۱)
- مستأجر (۱۳۷۱)
- انفجار در اتاق عمل (۱۳۷۰)
- دادستان (۱۳۷۰)
- پنجاه و سه نفر (۱۳۶۸)
- مزدوران (۱۳۶۳)

## تلویزیون
- تله‌تئاتر «لومومبا» (۱۳۶۲)
- تهران ۵۳ (۱۳۶۷_هوشنگ توکلی)
- ۵۳ نفر، (۱۳۷۰ یوسف سیدمهدوی)، شبکه یک
- نیمه پنهان ماه (رمضان ۱۳۷۳)
- گمشده (۱۳۷۷)
- آتش و شبنم (۱۳۸۲–۱۳۷۹)
- آبی مثل دریا (۱۳۸۱ ابوالقاسم معارفی)
- شب چراغ (۱۳۸۱)
- جوان امروز (۱۳۸۱_۱۳۸۲)
- هنگامه (۱۳۸۳)